# 城廻 (鎌倉市)
城廻（しろめぐり）は、神奈川県鎌倉市の地名。

## 地理
鎌倉市の北西部に位置し、北に関谷、東に玉縄、南東に植木、南に藤沢市渡内、南西に藤沢市並木台と接している。

### 地価
住宅地の地価は、2023年（令和5年）1月1日の公示地価によれば、城廻字中村423番128の地点で13万1000円/m2となっている。

## 世帯数と人口
2023年（令和5年）9月1日現在（鎌倉市発表）の世帯数と人口は以下の通りである。
| 大字 | 世帯数    | 人口    |
| ---- | --------- | ------- |
| 城廻 | 1,493世帯 | 3,768人 |

### 人口の変遷
国勢調査による人口の推移。
| 年                 | 人口  |
| ------------------ | ----- |
| 1995年（平成7年）  | 3,528 |
| 2000年（平成12年） | 3,489 |
| 2005年（平成17年） | 3,628 |
| 2010年（平成22年） | 3,606 |
| 2015年（平成27年） | 3,783 |
| 2020年（令和2年）  | 3,767 |

### 世帯数の変遷
国勢調査による世帯数の推移。
| 年                 | 世帯数 |
| ------------------ | ------ |
| 1995年（平成7年）  | 1,098  |
| 2000年（平成12年） | 1,176  |
| 2005年（平成17年） | 1,256  |
| 2010年（平成22年） | 1,312  |
| 2015年（平成27年） | 1,391  |
| 2020年（令和2年）  | 1,461  |

## 学区
市立小・中学校に通う場合、学区は以下の通りとなる（2023年8月時点）。
- 番・番地等 : 全域
  - 小学校 : 鎌倉市立関谷小学校
  - 中学校 : 鎌倉市立玉縄中学校

## 事業所
2021年（令和3年）現在の経済センサス調査による事業所数と従業員数は以下の通りである。
| 大字 | 事業所数 | 従業員数 |
| ---- | -------- | -------- |
| 城廻 | 95事業所 | 610人    |

### 事業者数の変遷
経済センサスによる事業所数の推移。
| 年                 | 事業者数 |
| ------------------ | -------- |
| 2016年（平成28年） | 86       |
| 2021年（令和3年）  | 95       |

### 従業員数の変遷
経済センサスによる従業員数の推移。
| 年                 | 従業員数 |
| ------------------ | -------- |
| 2016年（平成28年） | 526      |
| 2021年（令和3年）  | 610      |

## 交通
- 神奈川県道312号田谷藤沢線
- 神奈川県道402号阿久和鎌倉線

## 施設
- 清泉女学院中学高等学校

## その他

### 日本郵便
- 郵便番号 : 247-0074[3]（集配局 : 大船郵便局[16]）。